# Anthocharis
Anthocharis es un género de mariposas de la familia Pieridae (subfamilia Pierinae, tribu Anthocharini). Incluye 20 especies y 22 subespecies, que se distribuyen por Europa, Asia templada, China, Japón, norte de África, oeste de América del Norte y América Central.

## Especies
- Anthocharis australis
- Anthocharis bambusarum (Oberthür)
- Anthocharis belia (Linnaeus, 1767)
- Anthocharis bieti (Oberthür, 1884)
- Anthocharis cardamines (Linnaeus, 1758) - especie tipo para el género
- Anthocharis cethura (C. & R. Felder, 1865)
  - Anthocharis cethura bajacalifornica
- Anthocharis damone (Boisduval, 1836)
- Anthocharis euphenoides (Staudinger, 1869)
- Anthocharis gruneri (Herrich-Schäffer, 1851)
- Anthocharis julia (Edwards, 1872)
- Anthocharis lanceolata (Lucas, 1852)
- Anthocharis limonea (Butler, 1871)
- Anthocharis mandschurica
- Anthocharis midea (Hübner, 1809)
- Anthocharis sara (Lucas, 1852)
- Anthocharis scolymus (Butler, 1866)
- Anthocharis stella (Edwards, 1879)
- Anthocharis taipaichana (Verity, 1911)
- Anthocharis thibetana (Oberthür, 1886)
- Anthocharis thoosa